# پرونتین
پرونتین (به انگلیسی: Prunetin) با فرمول شیمیایی C۱۶H۱۲O۵ یک ترکیب شیمیایی با شناسه پاب‌کم ۵۲۸۱۸۰۴ است. که جرم مولی آن ۲۸۴٫۲۶ g/mol می‌باشد. 